# Barranquilla Open
Il Barranquilla Open è un torneo professionistico di tennis femminile che ha fatto parte dell'ITF Women's World Tennis Tour nella sua fondazione nel 2022, mentre dal 2023 fa parte della categoria WTA 125. Si gioca annualmente dal 2022 al Parque Distrital de Raquetas di Barranquilla.

## Albo d'oro

### Singolare femminile
| Anno | Categoria   | Campionessa     | Finalista     | Punteggio     |
| ---- | ----------- | --------------- | ------------- | ------------- |
| 2022 | ITF $60,000 | Panna Udvardy   | Laura Pigossi | 6–2, 7–5      |
| 2023 | WTA 125     | Tatjana Maria   | Fiona Ferro   | 6–1, 6–2      |
| 2024 | WTA 125     | Nadia Podoroska | Tatjana Maria | 6-2, 1-6, 6-3 |

### Doppio femminile
| Anno | Categoria   | Campionesse                                     | Finaliste                            | Punteggio           |
| ---- | ----------- | ----------------------------------------------- | ------------------------------------ | ------------------- |
| 2022 | ITF $60,000 | Tímea Babos Kateryna Volodko                    | Carolina Alves Valerija Strachova    | 3–6, 7–5, [10–7]    |
| 2023 | WTA 125     | Valentini Grammatikopoulou Despoina Papamichaīl | Yuliana Lizarazo María Paulina Pérez | 7–6(2), 7–5         |
| 2024 | WTA 125     | Jessica Failla Hiroko Kuwata                    | Quinn Gleason Ingrid Martins         | 4-6, 7-6(2), [10-7] |